# Hegedus-Indolsynthese
Die Hegedus-Indolsynthese, mitunter auch Hegedus-Reaktion, Hegedus-Mori-Heck-Indolsynthese oder Hegedus-Mori-Heck-Reaktion genannt, ist eine Namensreaktion in der organischen Chemie. Die Reaktion ist nach dem US-amerikanischen Chemiker Louis S. Hegedus benannt, welcher 1976  erstmals über die Reaktion berichtete.

## Übersichtsreaktion
Bei der Hegedus-Indolsynthese wird in ortho-Stellung mit einer Allylgruppe substituiertes Anilin mithilfe eines Palladium-Katalysators zu einem Indol cyclisiert.

## Reaktionsmechanismus
Nachfolgend wird ein möglicher Reaktionsmechanismus für die Hegedus-Indolsynthese dargestellt. Dieser ähnelt dem Reaktionsmechanismus der Heck-Reaktion.
Aus dem o-Allylanilin 1 und dem PdCl2-Katalysator (Palladium(II)-chlorid-diacetonitril) bildet sich im ersten Schritt der Pd-Komplex 2. Durch Zugabe von Triethylamin wird die Aminogruppe aus dem Komplex verdrängt. Diese greift anschließend an der Allylgruppe an, wodurch der o-Alkylpalladium-Komplex 3 entsteht. Durch Eliminierung von HCl und Pd entsteht die Verbindung 4, welche spontan durch 1,3-Protonenverschiebung zum Indol 5 reagiert.